# Uncinia purpurata
Uncinia purpurata är en halvgräsart som beskrevs av Donald Petrie. Uncinia purpurata ingår i släktet Uncinia och familjen halvgräs. Inga underarter finns listade i Catalogue of Life.